# Cixius nawae
Cixius nawae är en insektsart som beskrevs av Matsumura 1914. Cixius nawae ingår i släktet Cixius och familjen kilstritar. Inga underarter finns listade i Catalogue of Life.